# آسنووو (استان یامبول)
آسنووو (به بلغاری: Asenovo) یک منطقهٔ مسکونی در بلغارستان است که در استان یامبول واقع شده‌است.
 آسنووو  ۹۳ نفر جمعیت دارد و ۱۶۲ متر بالاتر از سطح دریا واقع شده‌است.